# Krzysztof Lanckoroński (zm. 1666)
Krzysztof z Brzezia Lanckoroński herbu Zadora (zm. w 1666 roku) – kasztelan radomski w latach 1651–1666, starosta małogoski w 1646 roku, starosta szydłowski w 1642 roku, dworzanin królewski w 1635 roku. 
Syn Zbigniewa, urodzony ok. 1600r. W 1614r. rozpoczął studia w Dillingen, w 1615r. w Ingolstadt, a w 1619r. w Padwie. W 1622r. uczestniczył w poselstwie Krzysztofa Zbaraskiego do Stambułu w celu ratyfikacji pokoju chocimskiego. Brał udział jako dworzanin królewski w poselstwie Jerzego Ossolińskiego do papieża Urbana VIII i w jego wspaniałym wjeździe do Rzymu 27 września 1633r. W 1642r. otrzymał starostwo szydłowskie, w 1651r. został kasztelanem radomskim. Brał czynny udział w życiu publicznym uczestnicząc m.in. w sejmikach w Opatowie. W 1654r. został wybrany marszałkiem szlachty w Koprzywnicy. Wybierany był na posła w 1632r. i w 1648r. W 1648 roku był elektorem Jana II Kazimierza Wazy z województwa sandomierskiego. Inskrypcja nagrobna w kościele kotuszowskim wspomina o jego udziale w wojnach prowadzonych przez Zygmunta III i Władysława IV oraz w działalności sądowniczej. W 1640r. został jednym z protektorów Arcybractwa Różańcowego w Wodzisławiu. Poczynił pewne fundacje na rzecz kościoła w Kotuszowie. Zbudował nowy murowany kościół, gdyż ten odbudowany przez ojca uległ pożarowi. Druga żona Katarzyna Męcińska w testamencie w 1647r. zapisała klejnoty i ulokowała pewną sumę na swej majętności dla kościoła w Kotuszowie. Krzysztof Lanckoroński otrzymał od matki Kurozwęki i klucz kurozwęcki. W 1634r. na mocy układu z bratem Mikołajem przekazał mu Kurozwęki i część klucza kurozwęckiego zachowując Kotuszów, Jasień i Korytnicę wraz z folwarkami. W 1636. w obecności Samuela Lanckorońskiego dokonano podziału dóbr pomiędzy braćmi; Krzysztof zachował dobra otrzymane w 1634r. Kurozwęki przejął wówczas brat Mikołaj. Pozostali bracia Jacek, Stanisław i Aleksander otrzymali pojedyncze wsie oraz pewne sumy pieniężne. Po ślubie z Katarzyną Inwałdzką nabył prawa do dóbr inwałdzkich w księstwie zatorsko-siewierskim, które sprzedał w 1638r. W 1642r. otrzymał starostwo szydłowskie. W 1646r. został starostą małogoskim, w 1651r. kasztelanem radomskim. Po śmierci wyceniono majątek na 275 tys. florenów, a sam klucz sędziszowski wart był 160 tys. złotych. Posiadał trzy żony: Katarzynę Inwałdzką córkę Floriana, Katarzynę Męcińską i w 1649r. Jadwigę Wiktorię Wilamównę córkę Jana. Krzysztof Lanckoroński zmarł w 1666r. Wdowa wyszła za mąż za Mikołaja Przerembskiego kasztelana sądeckiego i zmarła w 1668r. Posiadał dwie córki: Konstancję żonę Mikołaja Oleśnickiego starosty opoczyńskiego i Izabelę żonę Jana Franciszka Lipskiego kasztelana małogojskiego.